# The Shins
The Shins is een Amerikaanse band bestaande uit zanger en gitarist James Mercer, toetsenist/gitarist/bassist Martin Crandall, bassist/gitarist Dave Hernandez, en drummer Jesse Sandoval. De groep wordt vaak ingedeeld in het genre indierock, maar er zijn veel invloeden van pop, alternative en country in terug te vinden.
De band is in 1997 begonnen in Albuquerque (New Mexico) en heeft als huidige thuisbasis Portland (Oregon).
Van het album Wincing the Night Away (2007) werden in de Verenigde Staten in de eerste week 118.000 exemplaren verkocht, goed voor de tweede plaats in de Billboard 200 die week. Het was voor het eerst dat een album van platenmaatschappij Sub Pop zo'n hoge positie bereikte.
In Nederland is vooral het nummer New Slang bekend: het wordt al enkele jaren gebruikt in radio- en tv-commercials van de Rijksoverheid om burgers te informeren over de verkiezingen.

## Discografie

### Albums
| Album met eventuele hitnotering(en) in de Nederlandse Album Top 100 | Datum van verschijnen | Datum van binnenkomst | Hoogste positie | Aantal weken | Opmerkingen     |
| ------------------------------------------------------------------- | --------------------- | --------------------- | --------------- | ------------ | --------------- |
| When you land here it's time to return                              | 1997                  | -                     |                 |              | als Flake Music |
| Oh, inverted world                                                  | 19-06-2001            | -                     |                 |              |                 |
| Chutes too narrow                                                   | 21-10-2003            | 10-04-2004            | 82              | 5            |                 |
| Wincing the night away                                              | 23-01-2007            | 03-02-2007            | 27              | 7            |                 |
| Port of morrow                                                      | 16-03-2012            | 24-03-2012            | 20              | 5            |                 |
| Heartworms                                                          | 10-03-2017            | 18-03-2017            | 26              | 3            |                 |
| The Worm's Heart                                                    | 19-01-2018            | -                     |                 |              |                 |

| Album met hitnotering(en) in de Vlaamse Ultratop 200 albums | Datum van verschijnen | Datum van binnenkomst | Hoogste positie | Aantal weken | Opmerkingen |
| ----------------------------------------------------------- | --------------------- | --------------------- | --------------- | ------------ | ----------- |
| Wincing the night away                                      | 2007                  | 03-02-2007            | 39              | 6            |             |
| Port of morrow                                              | 2012                  | 24-03-2012            | 24              | 8            |             |
| Heartworms                                                  | 2017                  | 18-03-2017            | 60              | 5            |             |

### Singles
| Single met hitnotering(en) in de Vlaamse Ultratop 50 | Datum van verschijnen | Datum van binnenkomst | Hoogste positie | Aantal weken | Opmerkingen |
| ---------------------------------------------------- | --------------------- | --------------------- | --------------- | ------------ | ----------- |
| New slang                                            | 2001                  | -                     |                 |              |             |
| Know your onion!                                     | 2001                  | -                     |                 |              |             |
| So says I                                            | 2003                  | -                     |                 |              |             |
| Fighting in a sack                                   | 2004                  | -                     |                 |              |             |
| Phantom limb                                         | 2006                  | -                     |                 |              |             |
| Australia                                            | 2007                  | -                     |                 |              |             |
| Turn on me                                           | 2007                  | -                     |                 |              |             |
| Sea legs                                             | 2007                  | -                     |                 |              |             |
| Simple song                                          | 16-01-2012            | 04-02-2012            | Tip: 4          |              |             |
| The rifle's spiral                                   | 2012                  | 12-05-2012            | Tip: 67         |              |             |
| No way down                                          | 2012                  | 09-06-2012            | Tip: 31         |              |             |
| Dead Alive                                           | 2017                  | 14-01-2017            | Tip             |              |             |
| Name For You                                         | 2017                  | 04-02-2017            | Tip             |              |             |